# National Public Radio
National Public Radio (NPR) er en amerikansk non-profit medievirksomhed, der primært sender radio. NPR får både støtte af den amerikanske stat og private donorer i form af både individer og andre virksomheder. Virksomheden afviger fra andre amerikanske non-profit medieorganisationer såsom nyhedsbureauet Associated Press (AP), da NPR blev dannet af den amerikanske Kongress. I Danmark er både den statsejede radio- og TV-station samlet i DR, men ligesom i Sverige er radio og TV i USA adskilt i flere forskellige organisationer. I USA står NPR for public service radio, mens PBS står for public service TV. Corporation for Public Broadcasting (CPB) er ligeledes en non-profit organisation, der koordinerer alle public service medier i USA. Både NPR, PBS og CPB er uafhængige af den amerikanske stat, da de er selvstændige virksomheder, men alle tre er underlagt særlig public service-lovgivning, der stiller krav til f.eks. indhold og udbredelse.
NPR er organiseret i over 1000 lokale radiostationer, hvor de fleste indirekte er ejet af staten igennem f.eks. offentlige universiteter. NPR har hovedkvarter i Washington, D.C. og Culver City, Californien. Radiostationernes sendeflade består både af indhold produceret lokalt hos de enkelte radiostationer og nationalt hos NPR selv. National Public Radio producerer hovedsageligt nyheds- og kulturjournalistik. Sendefladens hjørnesten er programmerne Morning Edition, der sendes om morgenen, og All Things Considered, der sendes om aftenen, og begge programmer sendes regelmæssigt af de fleste af netværkets radiostationer. Programmerne har hver knap 15 millioner lyttere månedligt, hvilket gør dem til de mest hørte programmer på amerikansk taleradio.
NPR har i USA en stor del af det tekniske ansvar for beredskabsalarmer, i og med at virksomheden driver de offentligt ejede satellitter. På den måde kan NPR udsende beredskabsvarsler til den amerikanske befolkning på samme måde, som det i Danmark er DR, der udsender samme varsler i radioen. Den amerikanske præsident kan inden for 10 minutter blive stillet live igennem på radio- og TV.